# 阿拉托斯陨石坑

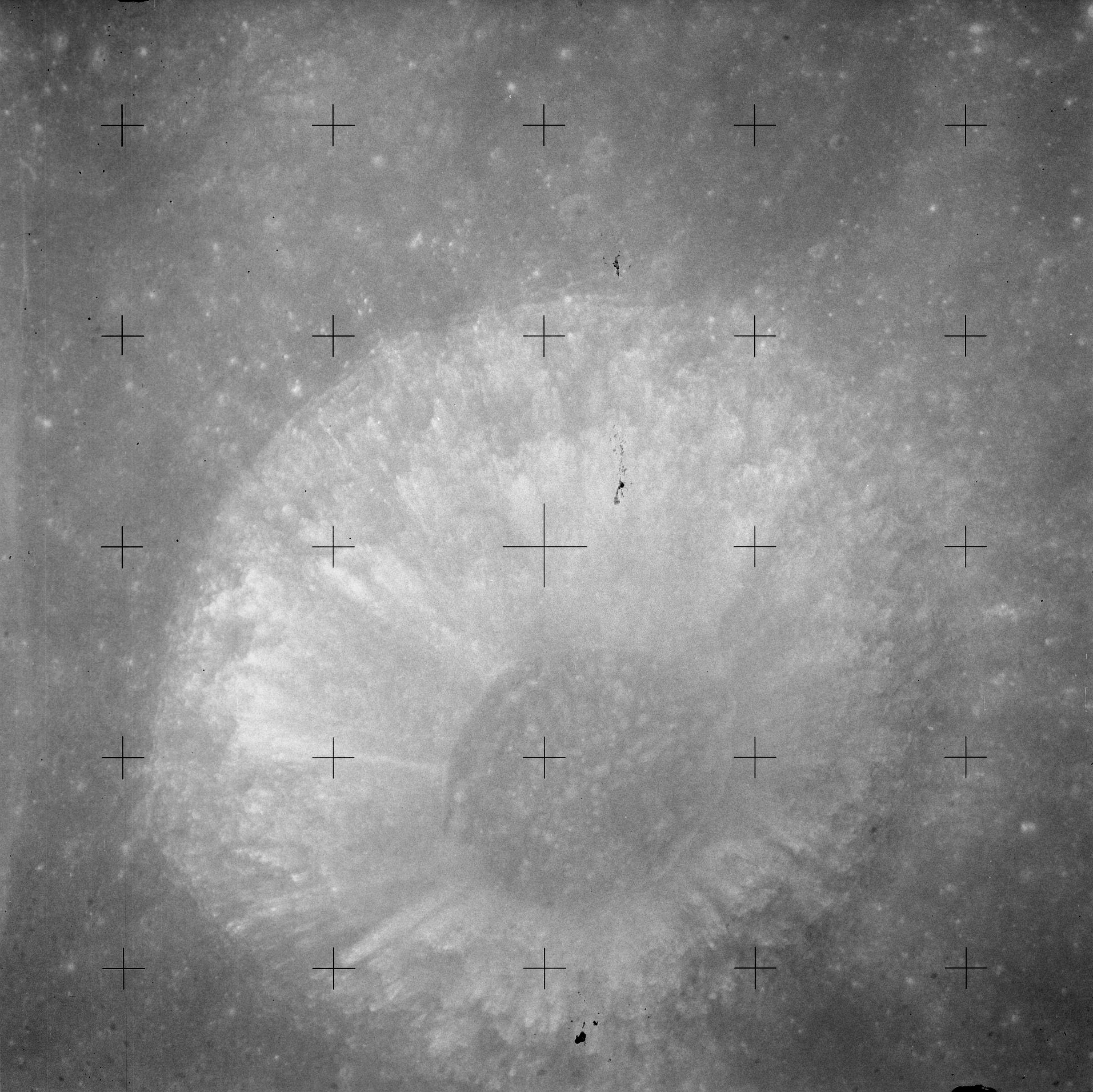
阿波罗15号拍摄的特写斜视图，美国宇航局图片

阿拉托斯陨石坑（Aratus）是月球正面南部高地上位于亚平宁山脉东侧的一座小撞击坑，其名称取古希腊天文学家暨诗人"阿拉托斯"(公元前315年-公元240年)，1935年被国际天文学联合会正式接受。

## 描述
该陨坑北面是一座1900米高的无名峰，东侧濒临澄海、西南毗邻更大的科农陨石坑，往东北偏北越过哈德利·德尔塔山则是阿波罗15号的登月点。该陨坑中心月面坐标为23°35′N 4°31′E / 23.58°N 4.51°E，直径10.23公里，深约1.68公里。
阿拉托斯陨石坑外观呈圆杯状，带有一个平坦的高反照率坑底，是月球正面最明亮的地貌特征之一。其坑壁最大高出周边地形380米，内部容积约42.82公里3，形态特征隶属于BIO 型（以该类陨石坑的典型代表—「毕奥陨石坑」所命名)。

## 卫星陨石坑
按照惯例，最靠近阿拉托斯陨石坑的卫星坑在月图上以字母标注在该坑中心点的旁边。
| 阿拉托斯 | 纬度    | 经度    | 直径  |
| -------- | ------- | ------- | ----- |
| B        | 24.2° N | 5.4° E  | 7公里 |
| C        | 24.1° N | 9.5° E  | 4公里 |
| CA       | 24.5° N | 11.2° E | 7公里 |
| D        | 24.3° N | 8.6° E  | 4公里 |

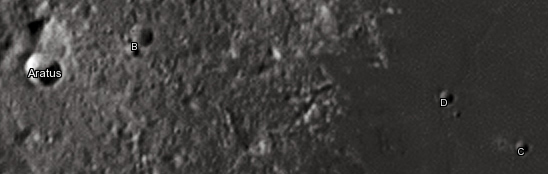
周边卫星坑图

- 卫星坑「阿拉托斯 A」在1973年已被国际天文学联合会更名为盖仑陨石坑；

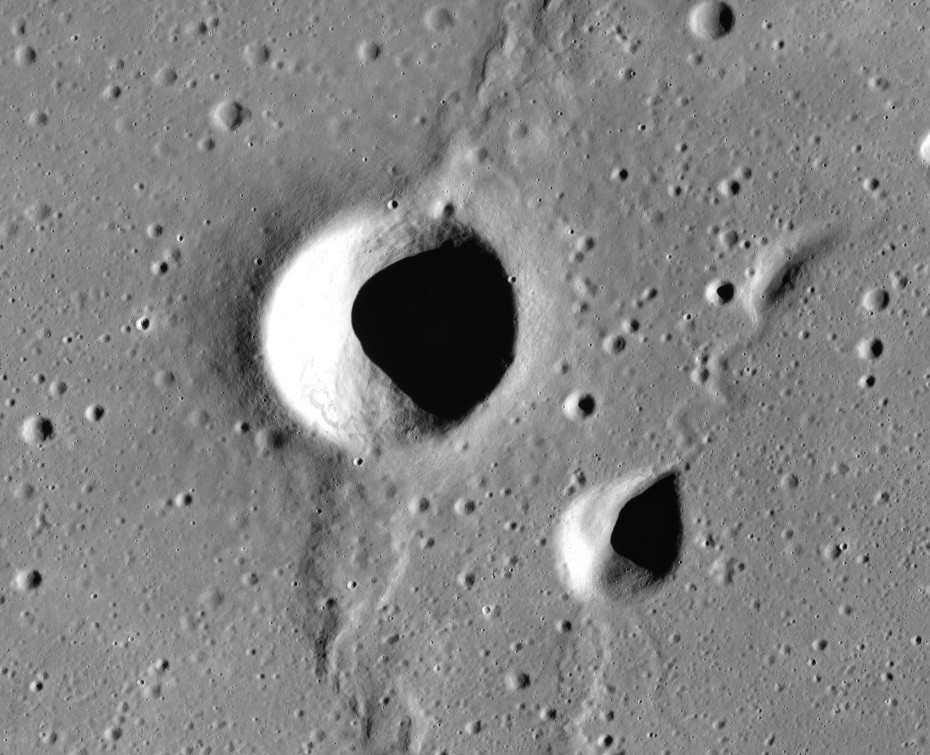
卫星坑「阿拉托斯 C」在月食期间曾被记录到表面温度异常，这主要是其地质龄不长，表面尚未形成能产生隔热作用的表岩屑覆盖层所致  - 卫星坑「阿拉托斯 D」(中间)和东面的坍塌结构以及一条小月溪（箭头处）

## 奇特结构

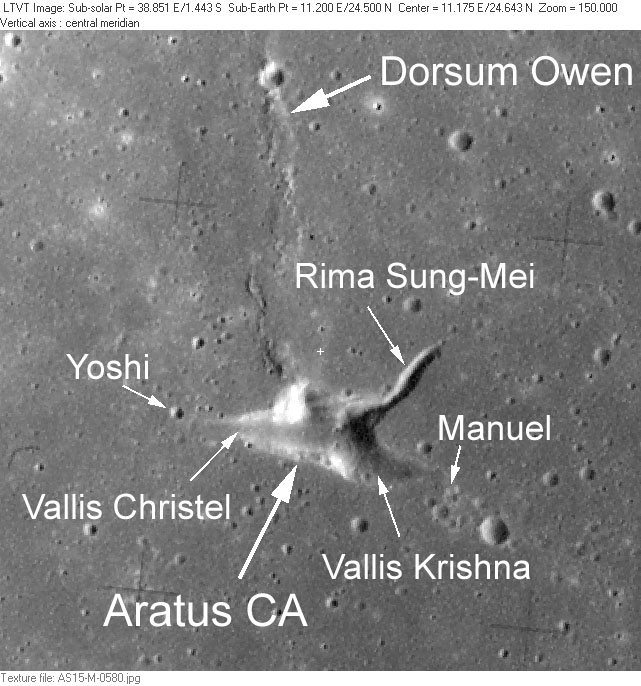
阿波罗15号拍摄的卫星坑「阿拉托斯 CA」及周边，中点附近的月表裂隙其月面坐标为24.5°N、11.2°E，长度约9公里(5.6英里)。

卫星坑"阿拉托斯 CA"实际是澄海西部一处由数道月表洼地组合而成的三叉状结构，这些洼地可能源自火山活动，涵盖范围约为9.5公里×3公里(5.9英里×1.9英里)，估计深约0.4公里 (0.25英里)。在《月球上的阿波罗：从轨道俯瞰(NASA sp-362)》一书所列出的奇特结构中曾提到了该陨坑。
这三处细长洼地现已被分别命名：
| 特征         | 拉丁名          | 月面坐标                        | 长度           | 名称来源   |
| ------------ | --------------- | ------------------------------- | -------------- | ---------- |
| 宋梅月溪     | Rima Sung-Mei   | 24°36′N 11°18′E / 24.6°N 11.3°E | 4公里(2.5英里) | 汉语女性名 |
| 克里斯特尔谷 | Vallis Christel | 24°30′N 11°00′E / 24.5°N 11.0°E | 2公里(1.2英里) | 德语女性名 |
| 克里希纳谷   | Vallis Krishna  | 24°30′N 11°18′E / 24.5°N 11.3°E | 3公里(1.9英里) | 印度男性名 |

卫星坑"阿拉托斯 CA"附近的二座小月坑也已被命名：
| 陨石坑 | 拉丁名 | 月面坐标                        | 直径              | 名称来源     |
| ------ | ------ | ------------------------------- | ----------------- | ------------ |
| 曼纽尔 | Manuel | 24°30′N 11°18′E / 24.5°N 11.3°E | 0.5公里(0.31英里) | 西班牙男性名 |
| 耀西   | Yoshi  | 24°36′N 11°00′E / 24.6°N 11.0°E | 1公里(0.62英里)   | 日文男性名   |

曼纽尔陨坑位于克里斯特尔谷东端旁，而耀西陨坑则位于克里希纳谷西端旁。即使在高分辨率照片上，曼纽尔陨坑也很难被看到。
这5个名字首次出现在美国国防测绘局"42A4/S1号"和"42A4/S2号"航拍月图上，并在1976年被国际天文学联合会正式接受。由于当时月图中禁止使用字母来命名月球陨坑，因此，「阿拉托斯 CA」被临时赋予了一个新名称「洛尔卡」（Lorca），但这一名称从未被国际天文学联合会接受。尽管与国防测绘局 LM-41号和LM-42号地图中的标注相反，但先前的「阿拉托斯 CA」一名(已首次出现在1965年发表的LAC-42图中)还是在2006年被国际天文学联合会重新予以接受。
从「阿拉托斯 CA」向北延伸着一道被称作欧文山脊的皱岭，东面则平行分布着更长的冯·科塔山脊，它的东北偏北更远处坐落了被一圈高反照率喷发物覆盖层环绕的林奈陨石坑，而西南相同距离处则是绵延在月海边缘的海玛斯山脉。
该组特征的月面座标为日出时349°。

## 另请参阅
- Greeley, R. . Abstracts of the Lunar and Planetary Science Conference. 1976, 7 (2): 331. Bibcode:1976LPI.....7..331G.
- LTO-42A4 Linne （页面存档备份，存于）—topographic map of Aratus CA and the surrounding terrain.
- Topophotomap 42A4S1(10) （页面存档备份，存于）  and Topophotomap 42A4S2(10) （页面存档备份，存于）  showing location of minor named features. The overall structure, "Aratus CA", is labeled "Lorca" on these maps.
- LM-41 （页面存档备份，存于）  and LM-42 （页面存档备份，存于）  incorrectly listing the name "Lorca" as an IAU-approved replacement for "Aratus CA".

- Andersson, L. E.; Whitaker, E. A. . NASA RP-1097. 1982.
- Blue, Jennifer. . USGS. July 25, 2007  [2007-08-05]. （原始内容存档于2019-12-05）.
- Bussey, B.; Spudis, P. . New York: Cambridge University Press. 2004. ISBN 978-0-521-81528-4.
- Cocks, Elijah E.; Cocks, Josiah C. . Tudor Publishers. 1995. ISBN 978-0-936389-27-1.
- McDowell, Jonathan. . Jonathan's Space Report. July 15, 2007  [2007-10-24]. （原始内容存档于2019-06-21）.
- Menzel, D. H.; Minnaert, M.; Levin, B.; Dollfus, A.; Bell, B. . Space Science Reviews. 1971, 12 (2): 136–186. Bibcode:1971SSRv...12..136M. doi:10.1007/BF00171763.
- Moore, Patrick. . Sterling Publishing Co. 2001. ISBN 978-0-304-35469-6.
- Price, Fred W. . Cambridge University Press. 1988. ISBN 978-0-521-33500-3.
- Rükl, Antonín. . Kalmbach Books. 1990. ISBN 978-0-913135-17-4.
- Webb, Rev. T. W.  6th revised. Dover. 1962. ISBN 978-0-486-20917-3.
- Whitaker, Ewen A. . Cambridge University Press. 1999. ISBN 978-0-521-62248-6.
- Wlasuk, Peter T. . Springer. 2000. ISBN 978-1-85233-193-1.